# シャルロッテ・フォン・ハーナウ＝リヒテンベルク
シャルロッテ・フォン・ハーナウ＝リヒテンベルク（ドイツ語：Charlotte von Hanau-Lichtenberg, 1700年5月2日 - 1726年7月1日）は、ヘッセン＝ダルムシュタット方伯ルートヴィヒ8世の妃。

## 生涯
シャルロッテは最後のハーナウ＝リヒテンベルク伯ヨハン・ラインハルト3世とドロテア・フレーデリケ・フォン・ブランデンブルク＝アンスバッハの一人娘として生まれた。ハーナウ伯領の唯一の相続人であった。
最初に結婚を申し込んだのは、後のヘッセン＝カッセル方伯ヴィルヘルム8世であった。この結婚が行われていた場合、ハーナウ伯領はヘッセン＝カッセル伯領に併合されていたと思われるが、ヴィルヘルム8世がカルヴァン派であるのに対し、シャルロッテはルター派であったため、宗教上の問題によりこの結婚は成立しなかった
。
その後、ルター派であったヘッセン＝ダルムシュタット方伯の継嗣ルートヴィヒ8世との結婚が決められた。1717年4月5日に結婚式は行われた。この結婚で以下の子女が生まれた。
- ルートヴィヒ9世（1719年 - 1790年） - ヘッセン＝ダルムシュタット方伯
- ゲオルク・ヴィルヘルム（1722年 - 1782年）
- カロリーネ・ルイーゼ（1723年 - 1783年） - 1751年にバーデン大公カール・フリードリヒと結婚

シャルロッテは1726年7月1日にダルムシュタットで死去した。1726年7月にダルムシュタットで葬儀の説教が多く出版された。

## ハーナウ伯領の相続争い
シャルロッテが父ヨハン・ラインハルト3世より先に亡くなったため、シャルロッテの息子ルートヴィヒ9世がハーナウ伯領の法定相続人となった。しかし、伯領のうちミュンツェンベルク地域については、ハーナウ家とヘッセン＝カッセル家の間に以前に結ばれた相続契約でヘッセン＝カッセル家に譲渡されていたため、ルートヴィヒ9世が相続人となったのはハーナウ伯領のうちリヒテンベルクの地域についてであった。
バーベンハウゼンがどちらに属するかが明確でなかったため、争いが起こり、軍事衝突に発展した。ヘッセン＝ダルムシュタット家はディーツェンバッハ、シャーフハイムおよびシュリーアバッハを占領した。ヘッセン＝カッセル家はバーベンハウゼンの残りの地域を占領し、すでにハーナウに駐留していた部隊を配備した。
この対立は、帝国の最高裁判所で長期にわたる訴訟がなされ、その後解決に至った。アルトハイム、ディーツェンバッハ、ハルパーツハウゼン、シャーフハイムおよびシュリーアバッハの町はヘッセン＝ダルムシュタット家に与えられ、シャーフハイム地区に編入された。